# Grímsey
Grímsey es una isla a 40 km al norte de Islandia, situada en el norte de la región Norðurland Eystra. La atraviesa el círculo polar ártico y su punto más elevado se encuentra a 105 m s. n. m.

## Territorio
El círculo polar ártico atraviesa la isla. La tierra emergida más cercana es la isla de Flatey, 39,4 kilómetros al sur. Grímsey es un municipio (hreppur) y su nombre administrativo es Grímseyjarhreppur. Pertenece al condado de Eyjafjarðarsýsla.
Su superficie es de 5.3 kilómetros cuadrados y es la cuarta más grande del país. Es el punto habitado más septentrional de Islandia, con una decreciente población de 86 habitantes (enero de 2011). Islandia posee algunos puntos más septentrionales, como la isla de Kolbeinsey, un lugar inhabitable por su reducido tamaño que sigue hoy menguando a causa de la erosión. Su principal industria es la pesca. Su máxima elevación es de 105 m s. n. m.
En la isla se desarrolla parte de la trama de la novela Temps glaciaires («Tiempos de hielo», en su traducción de la edición en español) de la francesa Fred Vargas, premio Princesa de Asturias de las Letras en la edición de 2018. Tanto impresionó al comisario Adamsberg que, una vez resuelto el caso, cogió un vuelo desde París para disfrutar allí de tres semanas de vacaciones.

## Infraestructura
Grímsey está conectada con el resto de Islandia gracias a un transbordador que va a Dalvík y dispone de un pequeño aeropuerto (código IATA GRY), del que parten vuelos regulares hacia el aeropuerto de Akureyri. 
La isla cuenta con una tienda, una escuela general básica, una biblioteca, una piscina pública, una oficina de correo, una iglesia, un terreno de camping y dos pequeños hoteles.

## Galería

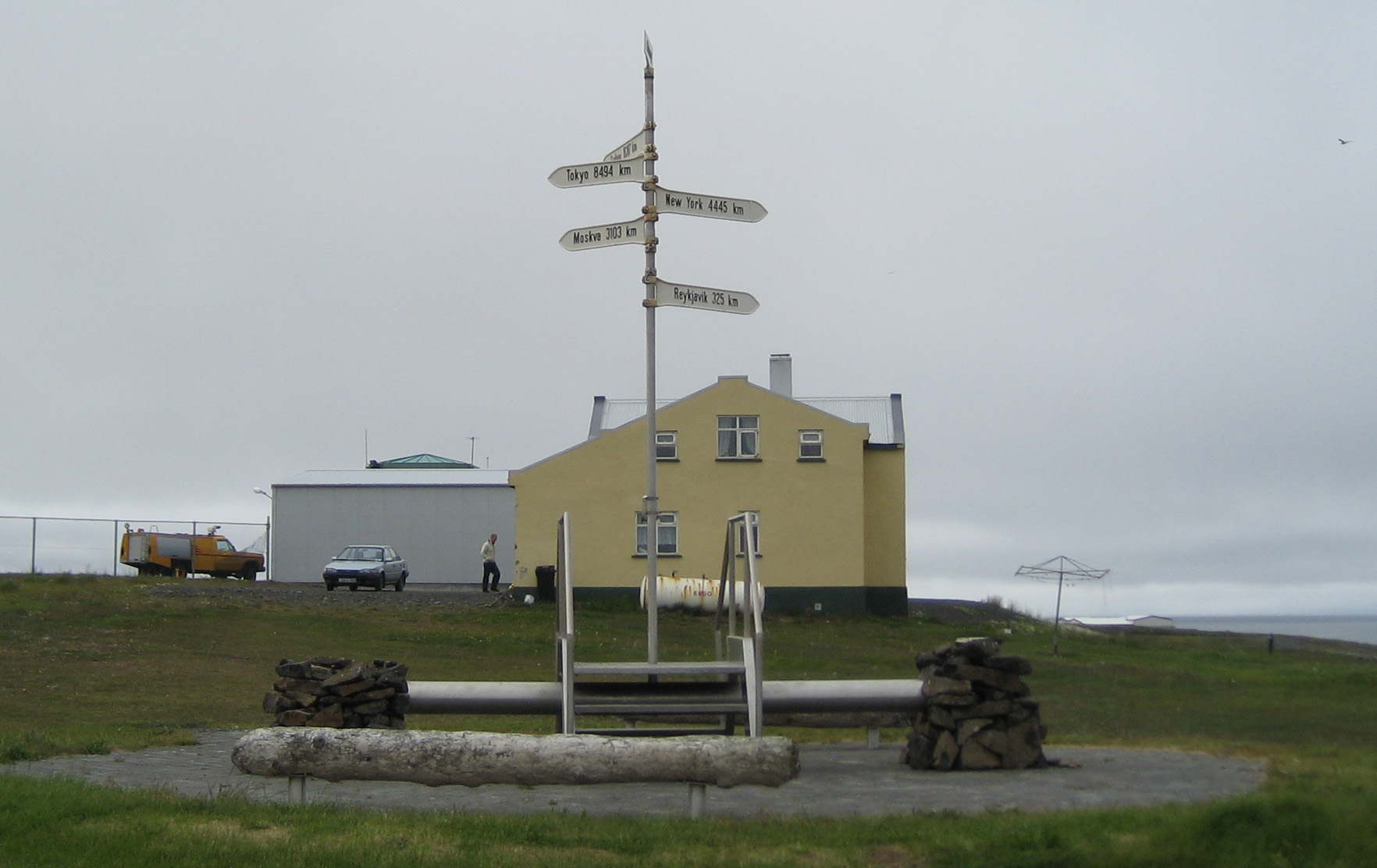
Monumento del círculo polar ártico
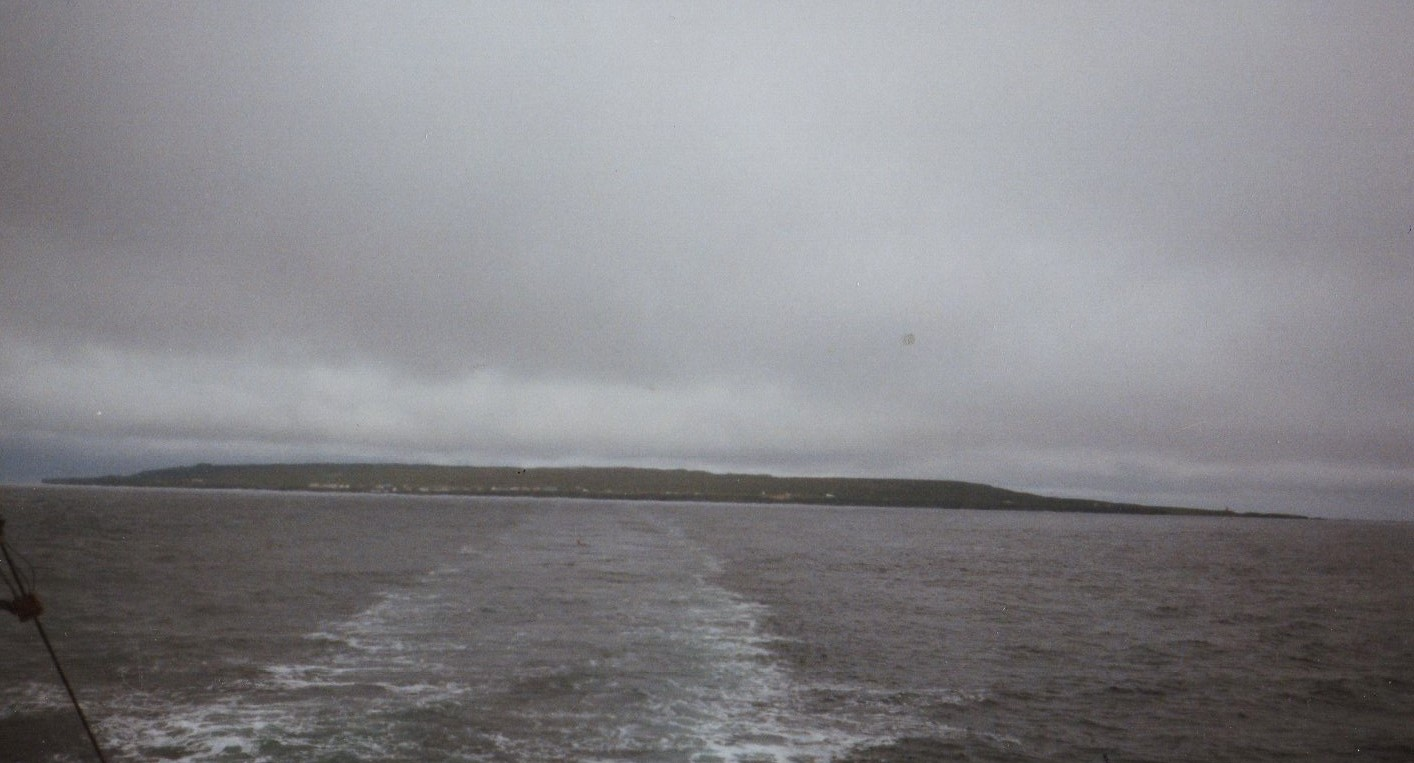
Vista general de la isla
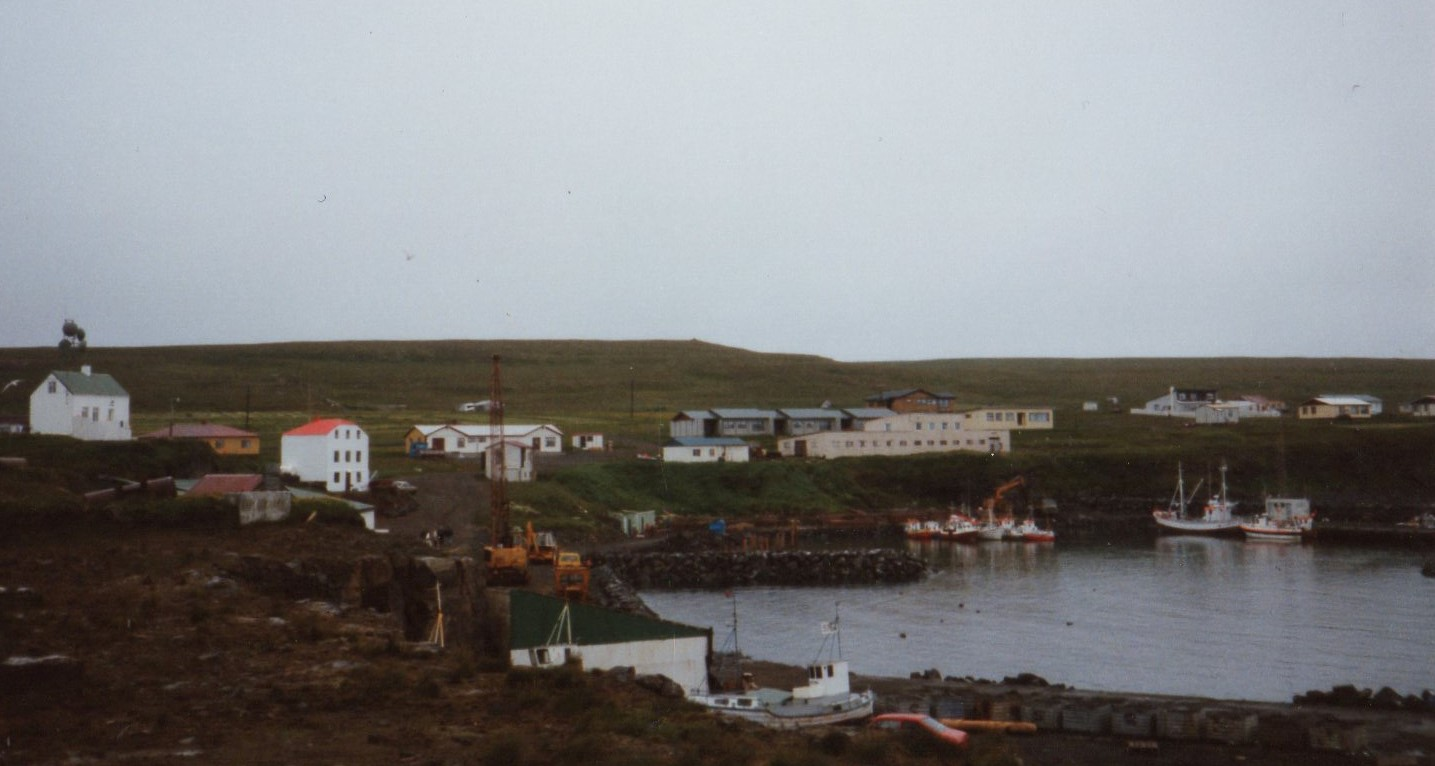
Puerto de la isla
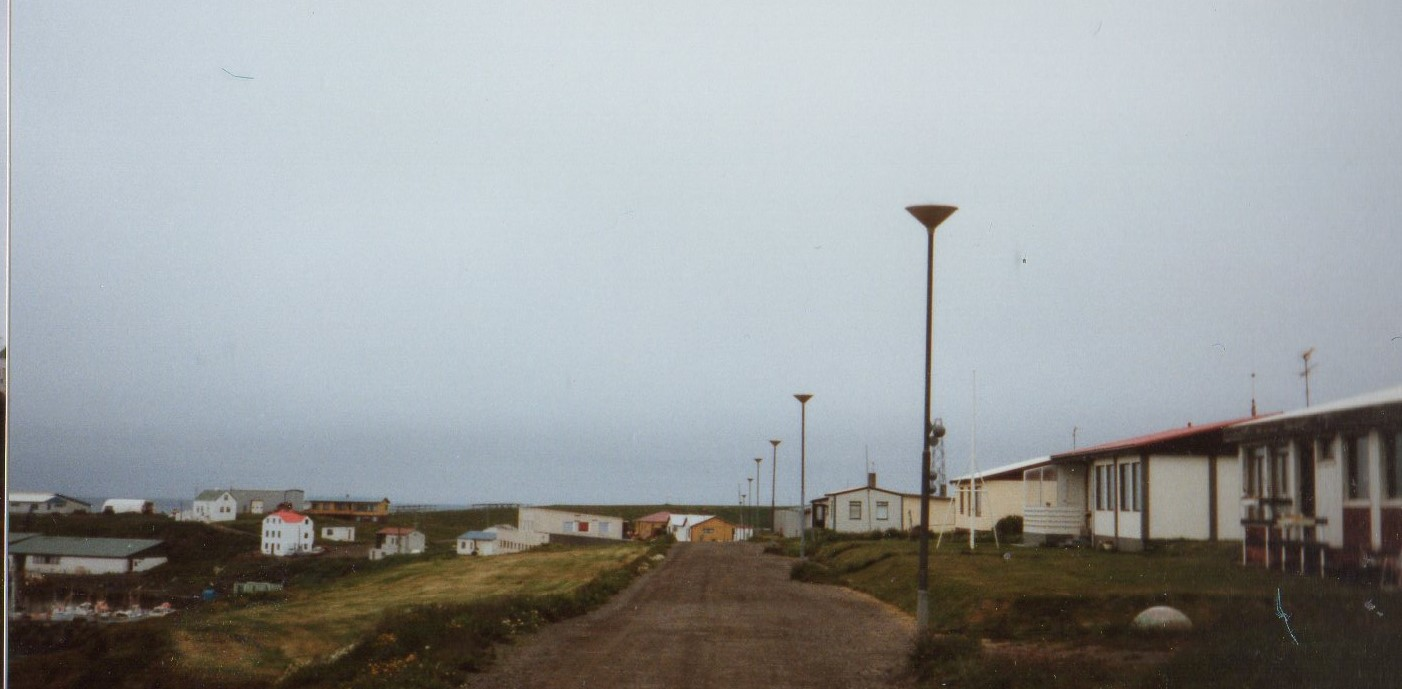
Calle principal

## Atracciones turísticas
La atracción turística más conocida es el monumento del círculo polar ártico que atraviesa la isla. La iglesia donde se celebra la misa cuatro veces al año se halla en el sur de la comunidad en una región que se llama Miðgarður. Es una iglesia protestante que fue construida en 1867 de madera arrojada a la costa y renovada en 1956. La nave mide 7,69 metros de longitud y 4.77 metros de anchura. El coro y la torre fueron añadidos en 1932.